# Fantoma de la operă (film din 1925)
Fantoma de la operă (1925, denumire originală The Phantom of the Opera) este un film de groază mut alb-negru american regizat de Rupert Julian. Este o adaptare a romanului cu același nume scris de Gaston Leroux și apărut în 1910. În rolul fantomei care trăiește în catacombele clădirii operei din Paris interpretează actorul Lon Chaney.

## Rezumat
La Opera din Paris, contele Philippe de Chagny și fratele său, vicontele Raoul de Chagny, asistă la o reprezentație a operei Faust, în care ar putea evolua și iubita lui Raoul, Christine Daaé. Raoul își dorește ca ea să renunțe la carieră și să se căsătorească cu el, însă Christine pune muzica mai presus de relația lor. Între timp, vechii administratori ai Operei își încheie mandatul, nu înainte de a le povesti noilor conducători despre prezența unei misterioase Fantome a Operei, care ocupă loja nr. 5. Primadonna Carlotta primește o scrisoare semnată de „Fantoma”, prin care i se cere să-i cedeze rolul Christinei în spectacolul din seara următoare, sub amenințarea unor consecințe grave dacă nu va respecta cererea. A doua zi, Christine îi mărturisește lui Raoul că este îndrumată de o voce misterioasă, pe care o numește „Spiritul Muzicii”, și că simte că nu mai poate opri ascensiunea carierei sale. Raoul crede că cineva îi joacă o farsă, ceea ce o face pe Christine să plece indignată. În cabina sa, o voce invizibilă o îndeamnă ferm să o înlocuiască pe Carlotta, să se dedice muzicii și să-l slujească pe stăpânul ei.
În acea seară, Christine o înlocuiește pe Carlotta în spectacol. În timpul reprezentației, managerii sunt uimiți să observe în Loja 5 o siluetă misterioasă, care dispare fără urmă. Curând după aceea, Simon Buquet descoperă trupul fratelui său, tehnicianul Joseph Buquet, spânzurat, și jură să se răzbune. O nouă scrisoare de la Fantomă îi cere din nou Carlottei să pretindă că este bolnavă și să-i lase locul Christinei. Managerii primesc la rândul lor o notă similară, avertizând că, dacă Christine nu va urca pe scenă, spectacolul Faust va deveni un dezastru într-un „teatru blestemat”. 
În seara următoare, sfidând avertismentele, Carlotta cântă. În toiul spectacolului, Fantoma declanșează haosul: candelabrul imens se prăbușește peste public, provocând moarte și panică. Christine fuge în cabina ei, unde o ușă secretă din spatele oglinzii se deschide. Ea pătrunde în labirintul subteran al Operei și ajunge în adâncuri, unde îl întâlnește pe Fantomă. Acesta își dezvăluie identitatea – se numește Erik – și îi mărturisește dragostea. Christine leșină, iar el o duce într-o locuință subterană, amenajată special pentru ea. 
A doua zi, Christine găsește un bilet de la Erik, prin care o avertizează să nu încerce niciodată să-i dea jos masca. Totuși, în timp ce el cântă la orgă, ea îi smulge masca în joacă, dezvăluindu-i fața desfigurată. Înfuriat, Erik o declară prizoniera sa. Christine îl imploră să o lase să cânte din nou pe scenă, iar el cedează, permițându-i să revină la suprafață pentru ultima dată, cu o singură condiție: să nu-l mai întâlnească niciodată pe Raoul.
După ce este eliberată, Christine se întâlnește cu Raoul la balul mascat anual al Operei. În timpul petrecerii, Fantoma apare deghizat în sinistra figură a „Morții Roșii”. Mai târziu, pe acoperișul clădirii, Christine îi povestește lui Raoul tot ce a trăit în captivitate. Cei doi nu știu că Fantoma îi urmărește din umbră, ascultând conversația. Raoul jură că o va lua pe Christine la Londra după următorul ei spectacol, pentru a o salva de sub influența Fantomei.
În timp ce coboară de pe acoperiș, un bărbat purtând un fes li se alătură. Cunoscând pericolul care îi așteaptă la ieșirea principală, el îi conduce pe Christine și Raoul pe o cale mai sigură. În noaptea următoare, în timpul spectacolului, Christine este răpită. Raoul se grăbește spre cabina ei și îl reîntâlnește pe misteriosul bărbat cu fes, care se dezvăluie a fi inspectorul Ledoux, un agent secret aflat de multă vreme pe urmele lui Erik, Fantoma Operei. Ledoux îi explică lui Raoul că Erik este un evadat de pe Insula Diavolului, unde fusese întemnițat.
Cei doi descoperă intrarea secretă din cabina Christinei și pătrund în labirintul subteran, în căutarea acesteia. În cele din urmă, ajung într-o cameră de tortură, proiectată chiar de Erik. Între timp, Philippe, fratele lui Raoul, intră și el în catacombe pentru a-l găsi, dar este surprins și înecat de Fantomă.
Fantoma îi supune pe Raoul și inspectorul Ledoux unei torturi groaznice, expunându-i unei călduri sufocante. Apoi îi închide într-o cameră în care a așezat butoaie cu praf de pușcă și începe să o inunde cu apă. Disperată, Christine îl imploră pe Erik să-i cruțe, promițându-i orice, chiar și că va deveni soția lui. Mișcat de rugămințile ei, Fantoma cedează și îi salvează pe Raoul și Ledoux de la moarte.

Între timp, o mulțime furioasă condusă de Simon Buquet, fratele lui Joseph, pătrunde în catacombele Operei, hotărâtă să-l prindă pe Erik. Pe măsură ce gloata se apropie, Fantoma încearcă să fugă împreună cu Christine. Raoul reușește însă să o salveze, iar Erik, înfrânt, se confruntă cu furia mulțimii. Într-un ultim gest teatral, încearcă să-i sperie, pretinzând că ține în pumn o armă mortală, dar când își deschide mâna, nu dezvăluie decât o palmă goală. Este prins, linșat și aruncat în Sena. La scurt timp după aceste evenimente, Raoul și Christine părăsesc Parisul și își petrec luna de miere în Viroflay.

## Distribuție
- Lon Chaney este Erik, Fantoma
- Mary Philbin este Christine Daaé
- Norman Kerry este Viconte Raoul de Chagny
- Arthur Edmund Carewe este Ledoux
- Gibson Gowland este Simon Buquet
- John St. Polis este Conte Philippe de Chagny
- Snitz Edwards este Florine Papillon
- Mary Fabian este Carlotta (refacerea din 1930)
- Virginia Pearson este Carlotta/mama lui Carlotta (refacerea din 1930)

Necreditați
- Bernard Siegel este Joseph Buquet
- Edward Martindel este Conte Phillipe de Chagny (refacerea din 1930)
- Joseph Belmont este un manager de scenă
- Alexander Bevani este Méphistophélès
- Edward Cecil este Faust
- Ruth Clifford este balerina
- Roy Coulson este Jester
- George Davis este paznicul de la ușa Christinei
- Madame Fiorenza este Madame Giry, proprietara casetei
- Cesare Gravina este un manager pensionat
- Bruce Covington este Monsieur Moncharmin
- William Humphrey este Monsieur Debienne
- George B Williams este Monsieur Ricard
- Carla Laemmle este Prima Balerină
- Grace Marvin este Martha
- John Miljan este Valéntin
- Rolfe Sedan - rol nedeterminat
- William Tracy este Ratcatcher, mesagerul din umbre
- Anton Vaverka este Prompter

Scene șterse
- Olive Ann Alcorn este La Sorelli
- Chester Conklin este Orderly
- Ward Crane este Count Ruboff
- Vola Vale este servitoarea Christinei
- Edith Yorke este Mama Valerius

## Receptare
Filmul a fost clasificat pe locul 52 în topul 100 Scariest Movie Moments realizat de Bravo.
Reacțiile critice inițiale la adresa filmului au fost în general favorabile. Mordaunt Hall, de la The New York Times, a oferit o recenzie pozitivă, apreciind filmul ca fiind spectaculos, deși a remarcat că povestea și interpretările actoricești ar fi putut fi ușor îmbunătățite. Revista Time a lăudat decorurile impresionante, dar a concluzionat că filmul este „doar suficient de bun”. La rândul său, Variety a comentat: „Fantoma de la Operă nu este un film slab din punct de vedere tehnic, însă povestea — în care o minte criminală și dezechilibrată terorizează întreaga Operă din Paris din spatele unei fețe hidoase — ajunge să pară mai degrabă ridicolă, ca un rarebit galez care te ține treaz noaptea.”
Roger Ebert a acordat filmului nota maximă, patru din patru stele, remarcând: „Creează sub operă unul dintre cele mai grotești decoruri din istoria cinematografiei, iar interpretarea lui Chaney transformă un personaj care ar fi putut părea absurd într-o prezență cu adevărat tulburătoare.” Adrian Warren, de la PopMatters, a notat filmul cu 8 din 10 stele și a concluzionat: „În ansamblu, Fantoma de la Operă este remarcabil: tulburător, filmat cu măiestrie și încărcat de o atmosferă gotică densă și întunecată. Cu o bază tehnică și vizuală atât de solidă, Chaney ar fi avut cu greu cum să greșească, iar interpretarea sa este esențială – ea ridică această dramă horror, deja excelentă, la nivel de cinema legendar.” Revista Time Out a oferit filmului o recenzie în general favorabilă, criticând totuși „expunerea șovăielnică” a poveștii. Cu toate acestea, a apreciat interpretarea lui Lon Chaney drept cea mai convingătoare reprezentare a personajului principal, remarcând și forța momentului culminant.
Pe site-ul Rotten Tomatoes, filmul are un scor de aprobare de 90%, bazat pe 50 de recenzii colectate între iunie 2002 și octombrie 2020, cu o medie ponderată de 8,3 din 10. Consensul criticilor de pe platformă afirmă: „La decenii după premieră, filmul continuă să inspire groază – iar interpretarea lui Lon Chaney rămâne un reper definitoriu al genului horror.”